# 都紀女加
都紀女加（日语：／ Tsukimeka，？—？），又稱都紀女加王，是《先代舊事本紀》記載的日本古墳時代的王，第15代應神天皇的曾孫，筑志米多國造之祖。《日本書紀》和《古事記》均沒有其相關記載。

## 系譜
按《先代舊事本紀》中的國造本紀記載，都紀女加是第15代應神天皇之子稚沼毛二俁命（《日本書紀》稱為稚野毛二派皇子，《古事記》稱為若沼毛二俁王）之孫，換言之是應神天皇的曾孫。

## 墓

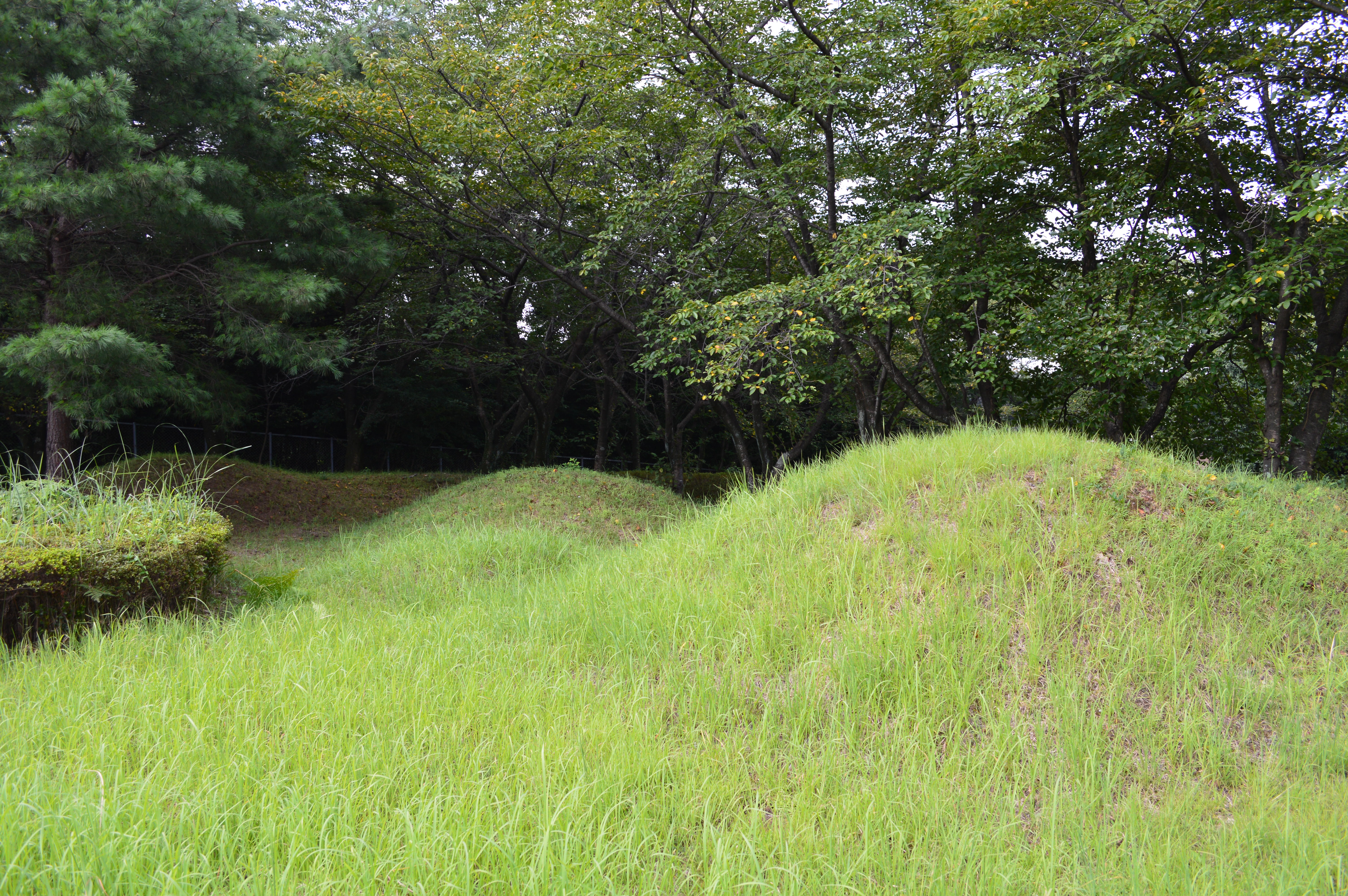
移轉後的古墳模型

都紀女加的墓地是由宮內廳指定，位於佐賀縣三養基郡上峰町坊所的都紀女加王墓，考古學上名為「上之謬塚古墳」（上のびゅう塚古墳）。
古墳的結構是屬於前方後圓墳，前方部份朝向西面。墳丘長達49米，估計是建於5世紀，但是尚未發現埋葬部份。墳丘表面上有埴輪和葺石，墳丘四周則由壕溝包圍。1943年，墓地獲宮內省（現宮內廳）指定為都紀女加王的墓地。
墓地一帶的丘陵曾經被稱為目達原古墳群，其中包括大塚古墳、古稻荷塚古墳、稻荷塚古墳、塚山古墳、瓢簞塚古墳、無名塚古墳和橫田南古墳等，但是在1942年至1943年期間由於興建目達原飛行場（目達原駐屯地）而被破壞，改為葬於上之謬塚古墳北面的墳丘模型，而古墳群的近處則是吉野里遺跡。

## 後裔國造
按《先代舊事本紀》中的國造本紀記載，都紀女加有以下的國造後裔。
- 竺志米多國造
志賀高穴穗朝（第13代成務天皇）在位期間，息長（日语：息長氏）公（日语：真人）同祖的稚沼毛二俁命之孫都紀女加被任命為國造。位處於後來的肥前國三根郡米多鄉（現佐賀縣上峰町一帶）或筑前國夜須郡馬田鄉以及下坐郡馬田鄉附近（現福岡縣朝倉市一帶）[5]。由於都紀女加是安康天皇和雄略天皇的表兄弟，因此有些意見認為「志賀高穴穗朝」可能是指和風諡號為穴穗天皇的安康天皇[1]。另外，按《古事記》若野毛二俁王（稚野毛二派皇子）之子意富富杼王為「筑紫之末多君」等的祖先[5]。